# 1950年ダグラスC-54D行方不明事件
ダグラスC-54D行方不明事件（1950 Douglas C-54D disappearance）は、1950年に発生した航空事故である。

## 事故概要
1950年1月26日に、44名の人員を搭載したアメリカ空軍所属のC-54輸送機（機体番号：42-72469）がアラスカ州エルメンドルフ空軍基地から発進したが、目的地モンタナ州グレートフォールズ空軍基地に向かう途中で行方不明となった。当時、飛行時間は8時間と予定されており、42-72469号機は離陸2時間後の通信を最後に消息を絶った。
事件直後よりアメリカ軍では史上最大規模の捜索を展開したものの、これまでに42-72469号機の痕跡は一切発見されていない。この事件はアメリカ軍関係者の集団行方不明事件としては最大のものとされる。

## フライト
42-72469号機は戦略航空軍団第2戦略支援飛行隊(2nd Strategic Support Squadron)所属機であった。事故当時、乗員8人に加えて36人の乗客が搭乗しており、その中には女性1名と彼女の幼い息子1人も含まれていた。
最初に離陸を試みた際に4発エンジンのうち1つにトラブルが生じたと報告された為、実際の離陸は予定より数時間遅れていた。
同機はアメリカ合衆国アラスカ州アンカレッジからモンタナ州グレートフォールズまでの飛行が計画されており、離陸から2時間後にはカナダ・ユーコン準州スナッグ上空付近を飛行している旨の通信を行なったが、その後通信が途絶して行方不明となった。

## 捜索
モンタナへの42-72469号機到着予定時刻から1時間後、アメリカ軍による捜索救助活動として「マイク作戦」（Operation Mike）が始まった。この作戦名は機長カイル・L・マクマイケル中尉（Kyle L. McMichael）の名から取られたものである。マイク作戦の元、アメリカおよびカナダの航空機85機、人員およそ7,000名が投入され、太平洋岸北西部の350,000平方マイルを対象とする捜索が開始された。これらの航空機と人員は、かねてより予定されていたアメリカ・カナダ両軍の合同演習「スウィートブライヤー演習」（Exercise Sweetbriar）に備えて北米に集結していた戦力であった。しかし捜索活動の現場では生存者や墜落の痕跡に関する誤報が相次ぎ、非常に混乱していた。
1月30日、捜索に参加していた第57航空団所属のC-47輸送機45-1015号機が失速の後にマククリントック山(McClintoc mountains)へ墜落し、死者こそ出なかったが乗員らが負傷した。パイロットは徒歩で13キロメートル離れたアラスカ・ハイウェイまで移動し、トラックを呼び止めて負傷者の救助を求めた。2月7日、捜索の為にアイルソン空軍基地から発進した第5010航空団所属のC-47D輸送機45-1037号機がアイシヒク湖(Aisihik Lake)に墜落した。同機には10人の将兵が搭乗していたが死者はなかった。2月16日、カナダ空軍所属のC-47輸送機KJ-936号機がスナッグ付近で墜落した。乗員4名はいずれも軽症で済んだ。その後KJ-936号機の残骸が42-72469号機のものと誤認され、一時的な混乱が生じている。
2月14日、ブリティッシュコロンビア州で発生したB-36爆撃機墜落事故の捜索・調査活動が優先され、マイク作戦は無期限中止となった。これは同機が搭載していたMk4核爆弾が紛失しており、42-72469号機よりも重大な事故と考えられたためである。

## その後
2月20日、公式に捜索の終了が宣言され、42-72469号機搭乗者の近親者に死亡推定通知（presumed dead）が送られた。
2012年、行方不明となった軍人の遺族が嘆願システム「WE the PEOPLE」を通じ、連邦政府に対して遺骨捜索の再開の嘆願を開始した。